# Boophone
Boophone is een geslacht uit de narcisfamilie (Amaryllidaceae). Het geslacht telt twee soorten die voorkomen in Afrika, van Zuid-Soedan tot in Zuid-Afrika.

## Soorten
- Boophone disticha (L.f.) Herb.
- Boophone haemanthoides F.M.Leight

... · 
Acis · 
Amaryllis · 
Boophone · 
Clivia · 
Crinum (Haaklelie) · 
Galanthus (Sneeuwklokje) · 
Hippeastrum · 
Hymenocallis · 
Leucojum (Narcisklokje) · 
Narcissus (Narcis) · 
Pancratium · 
Scadoxus · 
Sprekelia · 
Sternbergia · 
...